# تلغ خشك (سميرم)
تلغ خشك هي قرية في مقاطعة سميرم، إيران. يقدر عدد سكانها بـ 338 نسمة بحسب إحصاء 2016.